# Kukmák bělovlnný
Kukmák bělovlnný (Volvariella bombycina) je vzácněji se vyskytující saprotrofní houba z čeledi štítovkovitých (Pluteacea). V České republice není zařazen mezi zvláště chráněné druhy. Kukmák bělovlnný je obvykle uváděn mezi nejedlými druhy hub, některými zdroji však bývá zmiňován jako jedlý, ale použitelný jen v malém množství do houbových směsí.

## Vzhled

### Makroskopický

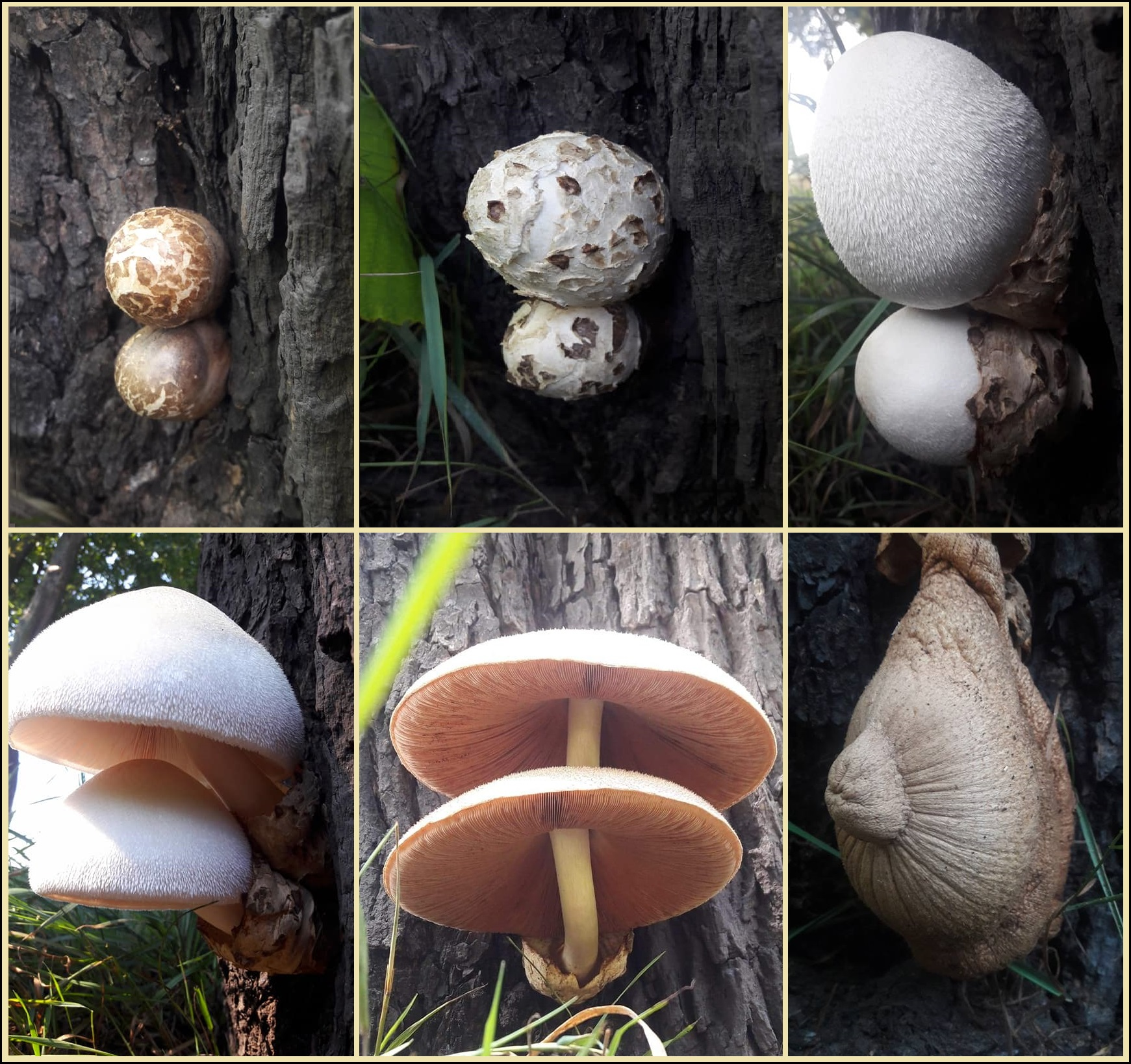
Jednotlivé fáze vývoje

Klobouk dosahuje průměru 50–200 milimetrů, zpočátku je vejčitý, později má tvar kuželovitý nebo zvonovitý, v závěru je rozložený. Masitý, s vlášením přesahujícím okraj klobouku. Klobouk je bílé, někdy citronově nažloutlé barvy. Na povrchu klobouku jsou husté, jemné a poměrně dlouhé šupiny bílé barvy, někdy žlutavé nebo nahnědlé, na konci odstávající.
Lupeny husté, volné, vyklenuté, v mládí mají dlouho bílou barvu, později jsou světle růžové a nakonec masově červené.
Třeň bývá 70 až 190 milimetrů vysoký a 7–20 mm silný, křehký a masitý, nezřídka je zahnutý a k vrcholu se zužuje. Má válcovitý, na bázi kyjovitě rozšířený tvar, vyrůstající z otevřené velké vakovité pochvy, která je špinavě nažloutlá až hnědě pruhovaná.
Dužnina je barvy bílé až nažloutlé. Chuť je nevýrazná, vůně slabě zemitá až ředkvičková.

### Mikroskopický
Výtrusný prach je růžový, výtrusy krátce elipsoidní o velikosti 8,5–10 × 5–6 µm.

## Výskyt
Roste v období od června do září v listnatých či smíšených lesích nebo parcích na živých i mrtvých listnatých stromech, na poraněných místech stromů nebo i v jejich dutinách a puklinách. Výskyt je pravděpodobnější v klimaticky teplejších letech a na lokalitách s nevápenatou půdou. Jen výjimečně jej lze nalézt na jehličnatých stromech.